# Új Szó (napilap, 1948–)
Az Új Szó magyar nyelvű szlovákiai napilap, amelynek szerkesztősége Pozsonyban van.

## Története
Az Új Szó 1948. december 15-én jelent meg először. Hetilapként indult, 1949. május 1-től napilap. Kezdettől fogva a Szlovák Kommunista Párt (SZLKP) erős ellenőrzése alatt állt.
A lap fejlécén eredetileg szereplő „Világ proletárjai, egyesüljetek!” jelmondatot 1951. május 21-től „A szlovákiai Kommunista Párt napilapja” felirat váltotta föl.
Önálló hetilap jellegű hétvégi magazinja, a Vasárnapi Új Szó első száma 1968-ban jelent meg.
1988. január 14-én az SZLKP Központi Bizottsága első magyar nemzetíségú tagjaként Kiss Józsefet, az Új Szó főszerkesztőjét választotta be titkárságába. 1989. december 18-án a lap szerkesztősége rehabilitálta az 1970 nyarán politikai okokból elbocsátott munkatársait. 1990. január 2-án az Új Szó fejlécén a „Csehszlovákiai Magyar Baloldali Napilap” felirat jelent meg; másnaptól a Pravda Kiadóvállalat lett a lapgazda (az addigi SZLKP helyett), magazinjának, a Vasárnapi Új Szónak címe pedig három nappal később Vasárnapra rövidült.
A lap 1990-ben még háromszor cserélt tulajdonost: a Pravda után az Apollopress vette meg, majd a Slovakopress állami kiadóhoz került, végül a munkatársak által alapított Vox Nova Rt. vásárolta meg. Fejléce ismét változott, „A független napilap”-ra, majd 1994-ben újra, ezúttal „Szlovákiai Magyar Napilap”-ra, ami aztán 2008-ban lekerült róla.
1992-ben a francia Socpresse 51%-os tulajdonrészt szerzett a Vox Nova Rt-ben, ám négy évvel később pénzügyi nehézségek miatt eladta az Új Szót a német Rheinische Allgemeine Verlag und Druckerei-nek (a Rheinische Post és más lapok kiadójának), amely hamarosan 90%-os részesedést szerzett a Vox Novában, de 1999-ben ők is túladtak a lapon. Az új tulaj, a Passauer Verlagsgruppe 2001-ben egyesült a Grande Presse-szel. A 2008. júniusától Petit Press néven működő cégcsoport a tulajdonosa az SME-nek és a The Slovak Spectatornak.
2001-ben szétváltak az addig közös főszerkesztőségű Új Szó és hétvégi magazinjának útjai, de a kiadójuk ugyanaz maradt.
Az újság online verziója eleinte ujszo.sk domain alatt volt elérhető. Jelenlegi hivatalos weboldala az ujszo.com. 2008-ban a lap és online kiadása arculatváltáson esett át.

### Főszerkesztők
- 1948–1955: Lőrincz Gyula[3]
- 1955–1968: Dénes Ferenc
- 1968–1975: Lőrincz Gyula
- 1975–1986: Rabay Zoltán
- 1986–1990: Kiss József
- 1990–1998: Szilvássy József
- 1998: Lovász Attila
- 1998–2001: Grendel Ágota
- 2001–2004: Szilvássy József
- 2004–2005: Kocur László
- 2005–2016: Molnár Norbert
- 2016–2018: Szalay Zoltán
- 2018–2019: Lajos P. János
- 2019. október: Sidó H. Zoltán
- 2019- : Nyerges Csaba[4]

## Piaci helyzete
Az Új Szó, amelyből 2008-ban naponta 24 ezer példány fogyott a felvidéki magyarság körében, messze a legkelendőbb, legnagyobb olvasottságú szlovákiai magyar napilap. Monopolhelyzetét csak átmenetileg zavarták meg más kiadványok, pl. a Nap és a Szabad Földműves hetilapból Szabad Földműves Újságra, majd Szabad Újságra átnevezett  orgánum.

## Fordítás
- Ez a szócikk részben vagy egészben  az   Új Szó című angol Wikipédia-szócikk fordításán alapul.  Az eredeti cikk szerkesztőit annak laptörténete sorolja fel. Ez a jelzés csupán a megfogalmazás eredetét és a szerzői jogokat jelzi, nem szolgál a cikkben szereplő információk forrásmegjelöléseként.

## Külső hivatkozások
- Az Új Szó honlapja
- Az Új Szó régen – Képek